# OStatus
OStatus is een open standaard voor de decentrale statusupdates die verwijst naar een reeks van open protocollen waaronder Atom, Activity Streams, PubSubHubbub, Salmon, WebFinger, dat verschillende messaging hubs mogelijk maakt om statusupdates tussen gebruikers bijna real-time te routeren.
OStatus-federatie werd voor het eerst mogelijk tussen StatusNet-installaties en later tussen StatusNet en MiniMe. Diverse andere contentmanagementsystemen zijn nog onvolledig in hun naleving van de volledige standaard.
In januari 2012 werd er een W3C Community Group geopend om de technologie te behouden en verder te ontwikkelen.

## Ondersteuning
- Mastodon[1]
- GNU Social, voorheen StatusNet
- PostActiv
- Friendica (als plug-in)
- Hubzilla (als plug-in)